# Гайдук, Николай Антонович
Николай Антонович Гайдук (7 декабря 1934, Днепропетровск, УССР, СССР — 25 июля 2003) — генерал-майор ВС СССР, начальник Орджоникидзевского высшего общевойскового командного училища в 1985—1991 годах.

## Биография
Родился 7 декабря 1934 года в Днепропетровске в семье рабочего. Русский. В 1943 году поступил в начальную школу (село Каменистое, Лиховский район, Днепропетровская область). Окончил 10 классов вечерней школы рабочей молодёжи в Днепропетровске, последние два класса работал токарем на заводе сельскохозяйственного машиностроения.
Службу в советской армии начал в 1953 году. Учился в Киевском общевойсковом училище в 1953—1955 годах и в Рязанском общевойсковом училище в 1955—1956 годах. Окончил Военную академию имени М. В. Фрунзе в 1965 году с золотой медалью и Военную академию Генерального штаба в 1974 году. Член комсомола с 1949 года, член КПСС с 1959 года.
Командовал мотострелковым взводом (Белорусский ВО, 1956), ротой (Белорусский ВО, 1961), бригадой (Прикарпатский ВО, 1967). Был начальником штаба мотострелкового полка (Прикарпатский ВО, 1967), командовал мотострелковым полком (Прикарпатской ВО, 1968). Начальник штаба мотострелковой дивизии (Прикарпатский ВО, 1970), командир 12-й мотострелковой дивизии (Забайкальский ВО, 1974). Занимал пост советника при командире 1-й мотопехотной дивизии Национальной народной армии ГДР в 1979 году. Начальник штаба 5-го отдельного армейского корпуса в Белорусском военном округе в 1982 году. В 1985—1991 годах — начальник Орджоникидзевского (Владикавказского) высшего общевойскового командного дважды Краснознаменного училища имени Маршала Советского Союза А. И. Еременко. В запасе с 1 апреля 1991 года.
После ухода в запас был заместителем председателя Совета ветеранов РСО (Совета общественной организации ветеранов войны, труда, Вооруженных Сил, правоохранительных органов). С 6 августа 1998 года — председатель Совета ветеранов войны, труда, Вооруженных Сил и правоохранительных органов РСО. Депутат Верховного совета Северной Осетии и член Северо-Осетинского обкома КПСС в 1986—1990 годах, депутат Владикавказского горсовета (1986), депутат Парламента Республики Северная Осетия-Алания.
Погиб в автокатастрофе 25 июля 2003 года. Похоронен во Владикавказе на Аллее Славы Красногвардейского парка.

## Воинские звания
- лейтенант (сентябрь 1956)
- старший лейтенант (октябрь 1959)
- капитан (январь 1963)
- майор (ноябрь 1967)
- подполковник (январь 1968)
- полковник (январь 1974)
- генерал-майор (май 1976)

## Награды
Отмечен следующими наградами:
- Орден Красной Звезды
- Орден «За службу Родине в Вооруженных Силах СССР» II и III степеней
- Орден «За службу Отечеству»
- 16 медалей СССР
- три иные медали
- медаль МНР